# استلا کوارتی
استلا کوارتی (انگلیسی: Stella Quartey؛ زادهٔ ۲۸ دسامبر ۱۹۷۳) بازیکن فوتبال اهل غنا است.
از باشگاه‌هایی که در آن بازی کرده‌است می‌توان به جام جهانی فوتبال زنان ۱۹۹۹ اشاره کرد.
وی همچنین در تیم ملی فوتبال زنان غنا بازی کرده‌است.